# Indigofera
- Commons
- Wikispecies

Indigofera é um género botânico pertencente à família Fabaceae.
Algumas espécies:
| - Indigofera adenocarpa - Indigofera adenoides - Indigofera alopecuroides - Indigofera alpina - Indigofera alternans - Indigofera amblyantha - Indigofera amoena - Indigofera angustata - Indigofera angustifolia - Indigofera antunesiana - Indigofera aquae-nitensis - Indigofera arenophila - Indigofera argentea - Indigofera arrecta - Indigofera articulata - Indigofera aspalathoides - Indigofera aspera - Indigofera asperifolia - Indigofera astragalina - Indigofera atriceps - Indigofera atropurpurea - Indigofera auricoma - Indigofera australis - Indigofera bainesii - Indigofera boviperda - Indigofera brachynema - Indigofera brachyodon - Indigofera brachystachya - Indigofera brevicalyx - Indigofera brevidens - Indigofera brevipes - Indigofera bungeana - Indigofera burchellii - Indigofera candicans - Indigofera candolleana - Indigofera capillaris - Indigofera carlesii - Indigofera caroliniana - Indigofera cassioides - Indigofera cecili - Indigofera charlierana - Indigofera chuniana - Indigofera circinella - Indigofera circinnata - Indigofera colutea - Indigofera comosa - Indigofera cooperi - Indigofera cordifolia - Indigofera cryptantha - Indigofera cuneata - Indigofera cuneifolia - Indigofera cylindracea - Indigofera cylindrica - Indigofera cytisoides - Indigofera daleoides - Indigofera decora - Indigofera delagoaensis - Indigofera demissa - Indigofera dendroides - Indigofera denudata - Indigofera dielsiana - Indigofera digitata - Indigofera dimidiata - Indigofera diphylla - Indigofera disjuncta - Indigofera dosua - Indigofera dregeana - Indigofera dyeri - Indigofera egens - Indigofera emarginella - Indigofera erecta - Indigofera eriocarpa - Indigofera erythrogramma - Indigofera evansiana - Indigofera eylesiana | - Indigofera fanshawei - Indigofera filicaulis - Indigofera filifolia - Indigofera filiformis - Indigofera filipes - Indigofera flabellata - Indigofera flavicans - Indigofera foliosa - Indigofera fortunei - Indigofera frutescens - Indigofera fulvopilosa - Indigofera gairdnerae - Indigofera galegoides - Indigofera garckeana - Indigofera glandulosa - Indigofera glaucescens - Indigofera glomerata - Indigofera griseoides - Indigofera hamiltonii - Indigofera hebepetala - Indigofera hedyantha - Indigofera hendecaphylla - Indigofera heterantha - Indigofera heterophylla - Indigofera heterotricha - Indigofera heudelotii - Indigofera hewittii - Indigofera hilaris - Indigofera himalayensis - Indigofera hirsuta - Indigofera hispida - Indigofera hochstetteri - Indigofera holubii - Indigofera humifusa - Indigofera ichangensis - Indigofera incana - Indigofera ingrata - Indigofera inhambanensis - Indigofera kirilowii - Indigofera langebergensis - Indigofera laxeracemosa - Indigofera lespedezioides - Indigofera leucotricha - Indigofera lindheimeriana - Indigofera linifolia - Indigofera linnaei - Indigofera litoralis - Indigofera livingstoniana - Indigofera longebarbata - Indigofera longepedicellata - Indigofera longeracemosa - Indigofera lupatana - Indigofera lyallii - Indigofera macrophylla - Indigofera maritima - Indigofera marmorata - Indigofera mauritanica - Indigofera melanadenia - Indigofera meyeriana - Indigofera microcarpa - Indigofera mimosoides - Indigofera miniata - Indigofera mischocarpa - Indigofera mollicoma - Indigofera monantha - Indigofera montana - Indigofera nebrowniana - Indigofera nephrocarpoides - Indigofera nigrescens - Indigofera nigromontana - Indigofera nummulariifolia - Indigofera oblongifolia - Indigofera omissa - Indigofera ormocarpoides - Indigofera ovata - Indigofera oxalidea | - Indigofera oxytropis - Indigofera oxytropoides - Indigofera paniculata - Indigofera parkesii - Indigofera parodiana - Indigofera pascuorum - Indigofera pendula - Indigofera pilosa - Indigofera podophylla - Indigofera poliotes - Indigofera pongolana - Indigofera porrecta - Indigofera potaninii - Indigofera pratensis - Indigofera praticola - Indigofera pretoriana - Indigofera procumbens - Indigofera prostrata - Indigofera pseudotinctoria - Indigofera psoraloides - Indigofera pulchra - Indigofera purpurea - Indigofera rautanenii - Indigofera reducta - Indigofera rehmannii - Indigofera reticulata - Indigofera rhynchocarpa - Indigofera rhytidocarpa - Indigofera ripae - Indigofera rostrata - Indigofera rothii - Indigofera sabulicola - Indigofera sanguinea - Indigofera saxicola - Indigofera schimperi - Indigofera schinzii - Indigofera secundiflora - Indigofera semitrijuga - Indigofera senegalensis - Indigofera sessiliflora - Indigofera sessilifolia - Indigofera setiflora - Indigofera simplicifolia - Indigofera sokotrana - Indigofera sordida - Indigofera sphaerocarpa - Indigofera spicata - Indigofera splendens - Indigofera stachyoides - Indigofera stenophylla - Indigofera strobilifera - Indigofera suaveolens - Indigofera subcorymbosa - Indigofera subulifera - Indigofera suffruticosa - Indigofera sulcata - Indigofera swaziensis - Indigofera tenuis - Indigofera tenuissima - Indigofera tinctoria - Indigofera tomentosa - Indigofera torulosa - Indigofera trifoliata - Indigofera tristis - Indigofera tristoides - Indigofera trita - Indigofera velutina - Indigofera vicioides - Indigofera viscidissima - Indigofera vohemarensis - Indigofera volkensii - Indigofera wildiana - Indigofera williamsonii - Indigofera woodii - Indigofera zeyheri - Indigofera zollingeriana |

## Classificação do gênero
| Sistema | Classificação                      | Referência               |
| ------- | ---------------------------------- | ------------------------ |
| Linné   | Classe Diadelphia, ordem Decandria | Species plantarum (1753) |